# ЗІЛ-5301
ЗІЛ-5301 «Бичок» — російський середньотонажний вантажний автомобіль виробництва Заводу імені Ліхачова, який серійно випускається з 1996 року.

## Історія сімейства «Бичок»

### 1990-ті

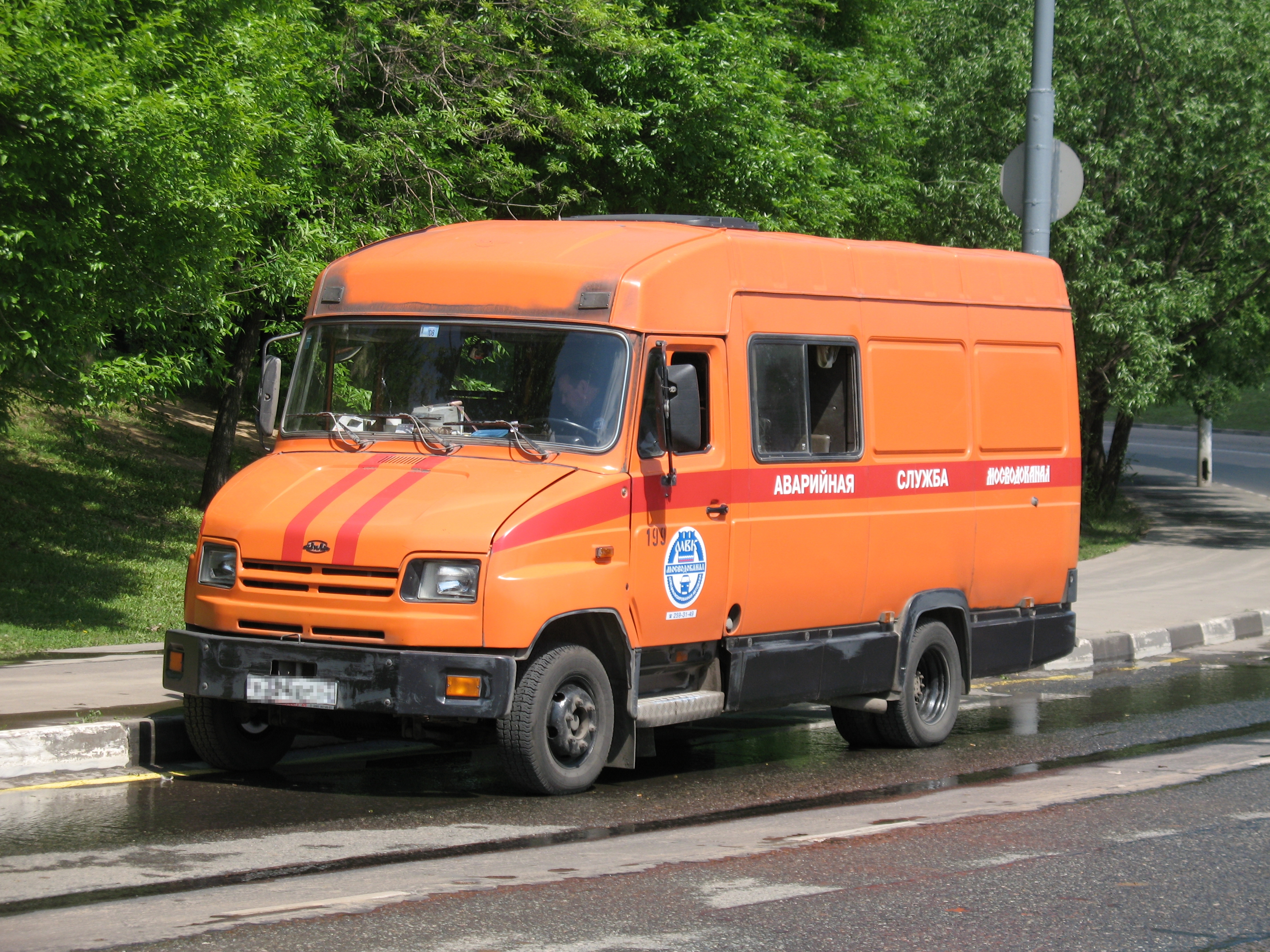
Фургон ЗІЛ-5301СС

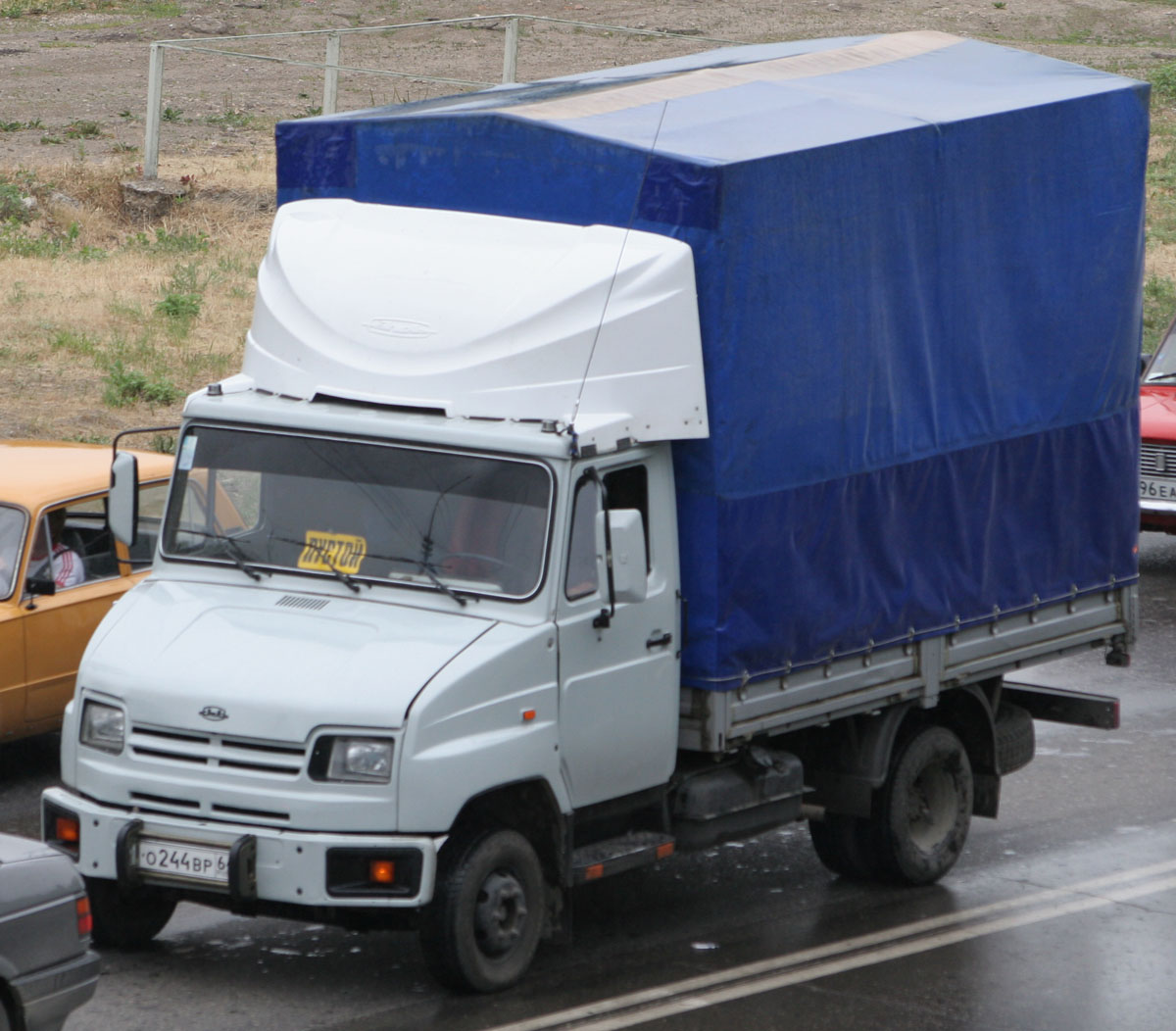
ЗІЛ-5301

У результаті переходу на початку 90-х російської економіки на ринкові рейки основна продукція АМО ЗІЛ - середньотонажні бензинові вантажівки, потрапила під обвальне скорочення попиту, тому на підприємстві на початку 1992 року в терміновому порядку був запущений проект створення развозної тритонної вантажівки з максимальним використанням комплектуючих які вже випускаються, від більш важких вантажівок, зокрема кабіни типу ЗІЛ-4331 і коробки передач типу 130. Як прототип по ходовій частині був узятий «Мерседес-Бенц Т2». Два перших ходових зразка тритонного ЗІЛ-5301 були виготовлені в кінці 1994 році, а в 1995 році проведена дослідно-промислова партія з 219 машин на «мерседесівському» шасі (кабіни з високим розташуванням фар). Масове виробництво серії ЗІЛ-5301, що отримала власну назву «Бичок» (за непідтвердженими даними за особистою ініціативою московського мера Ю. М. Лужкова). Масове серійне виробництво «Бичка» розгорнувся в 1996 році (1348 од.). У 1996-1997 рр. була розроблена модульна конструкція панельного суцільнометалевого кузова фургона дозволяла створювати 2-х, 3-х і 4-секційні фургони об'ємом від 10,5 м³ ЗІЛ-5301НС до 20,5 м³ ЗІЛ-5301ЕС (колісна база 3245-4505 мм). Базовою моделлю фургона став 3-секційний ЗІЛ-5301СС об'ємом 15,5 м³.
Низька навантажувальна висота фургонів (765 мм), невеликий радіус розвороту і наявність вантажного відсіку з бічними дверима  (під замовлення виготовляли також виконання без бічних дверей) дозволили створити на їх базі вантажопасажирські версії з 6-місною (включаючи водія) кабіною і скороченими вантажними відсіками: 5,5 м³ на ЗІЛ-5301А3; 10,5 м³ на ЗІЛ-5301А2 і 15,5 м³ на ЗІЛ-5301А1 зі знімно-розбірної перегородкою між кабіною і вантажним відсіком. На замовлення «Мосводоканалу» у 2004-2005 рр. було виготовлено 15 фургонів ЗІЛ-5301А2.
У 1998 році на базі фургонів було створено сімейство малих автобусів ЗІЛ-3250, що включає 15 - і 19-місну модифікації (база, відповідно, 3650 і 4250 мм). Автобуси отримали стабілізатори обох підвісок і АБС. У сімейство автобусів «Бичок» входить також реанімобіль ЗІЛ-32502М з односхилою ошиновкою і пневмопідвіскою заднього моста і штабний автобус ЗІЛ-325ША.

### 2000-ті
До 2000 р. частка «Бичка» в загальному випуску АМО ЗІЛ досягла 56%, що склало 12,3 тис. автомобілів. Таким чином, дане сімейство змогло забезпечити заводу необхідне завантаження потужностей. У другій половині 2000-х, через погіршення фінансових показників підприємства та посилення конкуренції з боку вітчизняних аналогів (ГАЗ-3310 «Валдай») і іноземних (насамперед китайських) марок, частка «Бичка» у виробництві почало стрімко падати. У 2008 році на частку «Бичка» в загальному (значно скоротився) випуску АМО ЗІЛ довелося лише 11,6% (527 од.). Виробництво сімейства фургонів і автобусів фактично звелося до одиничних замовлень. Невисока якість збірки і відсутність відповідного дизеля знизили популярність моделі навіть у держорганів, традиційно закуповують продукцію АМО ЗІЛ. Запуск у серію модернізованого сімейства «Тапір» намічене ще на 2008 рік, постійно переноситься, що також не підсилює конкурентних позицій сімейства. 

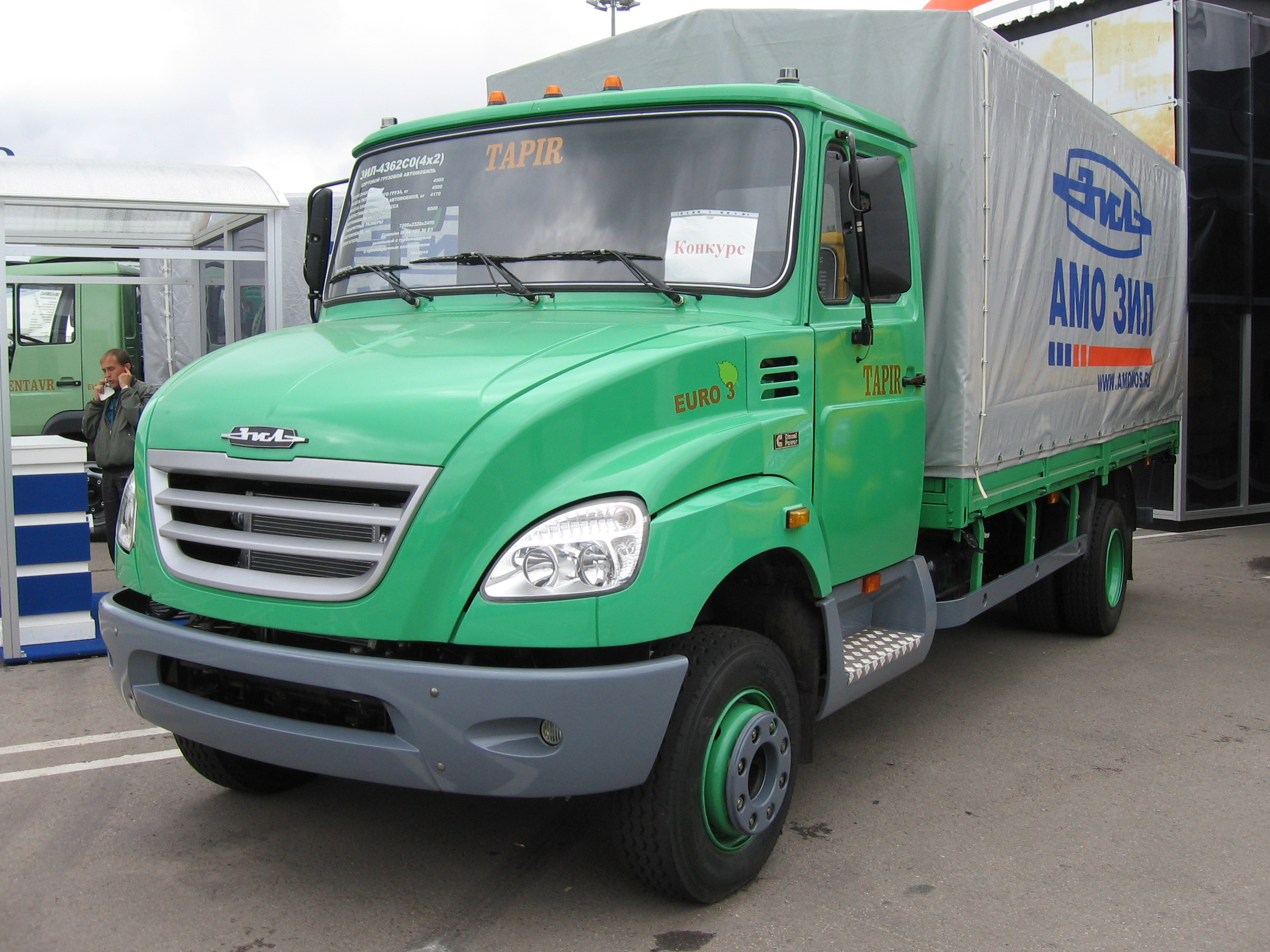
ЗІЛ-4362 «Тапір»

На базі «Бичка» створено посилене 4,5-тонне сімейство ЗІЛ-4362, серійне виробництво якого переноситься, починаючи, з 2006 року і, на сьогодні передбачається вже у складі сімейства «Тапір».
До 2005 року на ЗІЛ-5301 встановлювалися дизельні двигуни ММЗ Д-245.12С і ММЗ Д-245, 9 (обидва Євро-0). У січні 2005 року, все сімейство «Бичків» отримало дизельні двигуни ММЗ Д-245, 9 Е2 (Євро-2), з а квітня 2008 року - ММЗ Д-245, 9 Е3 (Євро-3). Модифікації з модернізованими двигунами отримали інші заводські індекси (див. Модифікації).

## Особливості
Середньотонажна вантажівка ЗІЛ-5301 оснащений автомобільної модифікацією тракторного 4-циліндрового дизельного двигуна Д-245 (4750 см³) Мінського моторного заводу (ММЗ). За півтора десятиліття даний дизель з турбонаддувом пройшов кілька модернізацій, завдяки яким його потужність зросла з 109 до 136 к.с., а екологічний клас піднявся з Євро-0 до Євро-3 (у перспективі Євро-4). На автомобілі 5-ступінчаста синхронізована коробка передач типу ЗІЛ-130, гідропідсилювач рульового управління і 3-місцева кабіна типу 4331. Оперення з укороченим капотом оригінальне. Серед особливостей конструкції: гідропривід зчеплення і гальм (конструкція комбінована - повітря тисне на рідину), гіпоїдна головна передача, передні дискові гальма, низькопрофільні 16-дюймові колеса з шинами безкамерними, низькорозташована (навантажувальна висота 1050 мм) металева вантажна платформа з тентом, невеликий радіус розвороту (7 м) і середню вантажну висоту. 
Максимальна швидкість (паспортна) становить 95 км/год.

## Модифікації
- ЗІЛ-5301В2 шасі
- ЗІЛ-5301Е2 шасі
- ЗІЛ-5301Е3 шасі
- ЗІЛ-5301К2 шасі
- ЗІЛ-5301М2 шасі
- ЗІЛ-5301ЕЕ бортовий
- ЗІЛ-5301МЕ бортовий
- ЗІЛ-5301Р1 суцільнометалевий фургон
- ЗІЛ-5301Е4 термокузов
- ЗІЛ-5301В3 ізотермічний кузов
- ЗІЛ-5301В2 фургон на базі шасі
- ЗІЛ-5301Е2 фургон на базі шасі
- ЗІЛ-5301К2 фургон на базі шасі
- ЗІЛ-5301ВЕ бортовий
- ЗІЛ-5301КЕ бортовий
- ЗІЛ-5301В4 термокузов
- ЗІЛ-5301К4 термокузов
- ЗІЛ-5301Е3 ізотермічний кузов
- ЗІЛ-530120 реанімобіль
- Хаз 3230 (СКІФ автобус

## Цікаві факти
•Галузевий індекс 5301 «Бичок» отримав помилково. За галузевим ГОСТом 1966 року індекс повинен був починатися з трійки, що якраз відповідало б малотонажному класу, але при видачі свідоцтва на автомобіль в Міністерстві автомобільної і тракторної промисловості просто переплутали першу цифру, а коли через півроку виявилася помилка, виправляти її було вже пізно - індекс «5301» був внесений у всю технологічну документацію, переробка якої була б дорогою занадто. Таким чином, «Бичок» несе індекс відповідний важкого класу вантажопідйомності.
• В Холодногірській виправній колонії (№18)  автомобіль ЗІЛ 5301 – Бичок переобладнали під багатоцільову броньовану  військову машину. [Архівовано 21 серпня 2014 у Wayback Machine.]